# LG G5
LG G5는 LG전자가 제조한 안드로이드 패블릿 스마트폰이다. 2016년 2월 21일 스페인 바르셀로나에서 열린 MWC 2016에서 공개되었다. 공식적으로는 예약판매를 하지 않고 서울 신사동 가로수길에 체험존만 설치하였으나 비공식적으로는 2016년 3월 25일부터 예약판매를 시작하였으며 2016년 3월 31일, 대한민국 통신 3사를 통해 한국에 출시되었다.

## 운영 체제 / 소프트웨어

### 안드로이드 6.0.1 마시멜로
LG G5는 6.0.1 마시멜로를 탑재하여 출시했다.

### 안드로이드 7.0 누가
LG전자는 공식적으로 7.0 누가 업그레이드가 시작되기 전에 2016년 8월, 일부 사용자에게 누가 프리뷰를 시작하였으며 정식판은 2016년 11월 8일 배포되었다. G5는 넥서스를 제외한 기존 스마트폰 중에서는 최초로 누가로 업그레이드 된 기종이다. 누가 업그레이드로 UI가 약간씩 바뀌었으며, 잠자기 모드가 탑재되어 기기 화면이 꺼지면 배터리가 절감되는 기능과 데이터 절감 모드가 탑재되어 일부 앱에 대해 데이터를 전송하는 것을 막는 기능 등이 탑재되었다.KT모델의 경우 업데이트후 Olleh O에서kt로 변경되었다.

### 안드로이드 8.0 오레오
8월 30일 오레오 업데이트를 시작했다.

## 특수 기능

### 모듈형 교체 배터리
전 세계 최초 모듈형 배터리가 탑재되었다. 이는 메탈 디자인을 적용한 스마트폰임에도 불구하고 배터리 교체와 함께 특정 기능을 강화할 수 있는 모듈을 탈부착 할 수 있다.

### 전문가 모드
화이트 밸런스, ISO, 셔터 스피드 등의 카메라 기능을 수동으로 조절할 수 있어서 디지털 카메라와 같은 사진을 찍을 수 있는 기능이다. 후면에는 듀얼 렌즈가 탑재되어, 기존의 화각보다 넓은 135도 광각 촬영이 가능하다.

### 레이저 오토 포커스
레이저를 이용해서 사진의 초점을 빠르게 잡는 기능이다. 야간 촬용 시 피사체의 위치를 찾기 어려울 때 유용한 기능이다.

### 제스쳐샷
셀프 카메라를 찍을 때 간단한 손동작(보 - 주먹)으로 사진을 찍을 수 있는 기능이다.

### 올웨이즈온 디스플레이
꺼져있는 화면에서도 시간, 날짜, 배터리, 알림 등을 항상 확인할 수 있는 기능이다.

## LG 프렌즈
LG전자는 LG 프렌즈(LG Friends)라는 이름의 G5 전용 액세서리 시리즈를 출시하였다. 하지만 2017년, 판매 부진 및 기술적 문제 등으로 인해 1년만에 후속작인 LG G6에서 모듈식 배터리를 폐지함으로써, LG 프렌즈도 폐지되었다.

### CAM Plus
LG G5에 부착해 쓰는 방식으로 셔터 버튼, 줌 다이얼 등이 있어 사진 촬영 편의성을 높였다. 또한 보조배터리를 겸용해 배터리 용량을 최대 4000mAh로 늘릴 수 있다. 하지만, 보조 배터리 기능은 기기의 배터리가 15%나 5% 이하의 상태에서 카메라를 실행할 때만 사용할 수 있다.

### Hi-fi Plus with B&O PLAY
LG, ESS, B&O 3사의 합작으로 제작된 Hi-Fi 듀얼 DAC 탑재된 모듈로 음질이 향상되고 음원 손실이 줄어든다. 그리고 G5를 사용하지 않더라도 다른 기기에서 앰프처럼 사용할 수도 있다. 출시가는 189,000원으로 책정됐으며, 한국 시장 독점 출시와 모듈 내부의 안테나 구조 등의 문제로 한국 출시 모델에서만 사용이 가능하다. 하지만, PC에서 제약없이 사용이 가능하다. 스마트폰 연결시에는 32bit 192Khz까지 재생이 가능하며, PC 연결시 DSD64 ,DSD128 파일 재생을 지원한다.

### 액션캠 LTE
150° 광각 영상을 4K 화질로 촬영할 수 있는 소형 캠코더이다. 최대 3시간 촬영 가능으로 다른 캠코더보다 사용 기간이 큰게 특징이며 IP67 방수/방진을 지원한다. 그리고 라이브 스트리밍 기능으로 아프리카 TV나 유튜브 방송이 가능하며 추후 업그레이드로 홈 CCTV 기능을 제공할 예정이다. 사용 기간이 길고 조작이 간편하다는 이유로 호평을 받았다.

### 360 캠
360°로 2K 사진과 영상 촬영이 가능하다. 삼성에서 출시한 삼성 기어 360과 비슷하나 크기가 좀 더 작은 것이 특징이다. 촬영 화질은 괜찮다는 평을 받았으나 본체에 담긴 사진을 휴대 기기를 거치지 않고 바로 유튜브와 같은 사이트에 올렸을 때 화질이 깨진다는 문제가 있다.

### 360 VR
LG전자가 VR for G3 이후로 두 번째 출시한 가상 현실 기기이다. 삼성 기어 VR과 같은 타사 VR 기기에 비해 크기가 작은 것이 특징이며, 터치패드와 조작 버튼이 있어 간편한 조작이 가능하다는 장점이 있다. 타사 제품과 다르게 고글 형태가 아니기 때문에 얼굴 형태에 따라 빛샘이 생겨 혹평이 많이 받았다.

### 톤플러스 (HBS-1100)
LG전자의 블루투스 헤드셋이다. G5 앤 프렌즈의 다른 기기들과 달리 원래 있었던 라인업을 G5 앤 프렌즈에 넣은 경우이며, G5 앤 프렌즈에는 HBS-1100이 포함된다. 하만 카돈 사와의 지속적인 협업과 세계 최초 퀄컴 aptX 탑재 등을 통해 음질이 전작에 비해 향상되었으며, 디자인이 개선되었다.

### 퀵커버 케이스
케이스에 뚫려 있는 창을 통해 전화 수신, 발신, 문자 받기 등의 기능을 사용할 수 있는 액세서리이다. 기존 케이스와 달리 올 웨이즈 온 디스플레이 창 부분을 뚫어서 항상 시간과 알림을 볼 수 있는게 특징이다. 색상은 본체 색상에 맞게 실버, 티탄, 골드, 핑크 네 가지 색상이 있다.

### 롤링봇
LG전자가 출시한 다기능 봇이다. 외출 시 집에서 일어나는 일들을 알 수 있는 홈 모니터링 기능과 전자제품을 조작할 수 있는 가전 제품 컨트롤, 제품에 있는 레이저 포인터로 애완동물과 놀아주는 펫 케어 등의 기능을 지원한다. 원래 2016년 5월에 글로벌 출시 예정이였으나 G5 판매량 저조 등의 문제로 결국 출시되지 않았다. 이 후, 미국과 영국의 쇼핑몰에 사전 예약 게시물이 올라오기도 하였으나 이는 해프닝으로 밝혀졌다.

### 배터리 팩
배터리 교체를 위해 추가로 구매할 수 있는 보조배터리이다. G5의 배터리를 교체하는 용도로도 사용할 수 있지만 USB A타입과 C타입 입출력 단자를 제공하여 다른 기기에서는 보조배터리로 사용할 수 있다. 출시가는 39,000원이다.

## 논란

### 유격
모듈과 본체 사이에 명함이 들어갈 만큼의 유격이 있어 논란이 되었다. LG전자 서비스센터에서 무상 수리를 지원하고 모듈의 나사를 조여주면 해결되는 문제이지만 LG전자의 풀메탈 초기작인 LG 클래스보다도 못한 마감이라는 평을 받았다.

### 재질
G5의 재질이 실제로는 메탈이 아닌 플라스틱이라는 논란이 일기도 하였다. 실제 제품 촉감이 메탈보다는 플라스틱에 가까우며 제품의 뒷면을 긁어내면 플라스틱과 비슷한 재질의 부스러기가 나온다. 이에 LG전자는 안테나 선을 숨기기 위해 메탈에 프라이머를 뿌린 후 도료를 뿌린 것이라 해명하였으나 아직도 제품의 그립감에 대해서는 아직도 혹평이 많다.

### 밝기
제품 설명 상으로 야외에서는 최대 800 nit까지 밝기가 올라간다고 명시되어 있으나 실제로는 최대 밝기는 5초 정도밖에 유지되지 않고 평소에는 300~400 nit까지밖에 지원하지 않는데다가 와이파이 웹서핑 시에는 230 nit까지 밝기가 하락하여 논란이 되었다. 이는 LG전자 스마트폰의 고질적인 문제로 지적당했던 쓰로틀링 때문인 것으로 추측되며 LG전자는 이에 대해 딱히 해명하지 않고 이후 펌웨어 업그레이드와 7.0 누가 업그레이드로 해결하였다.

### 광고
첫 번째 광고는 제이슨 스타뎀이 출연하였고 파돌리기송이 배경 음악으로 적용되어 유튜브 조회수 1,500만 건을 넘길 정도로 화제가 되었으나 조잡하고 무슨 내용인지 모르겠다는 등 호불호가 많이 갈렸다. 두 번째 광고는 고창석, 김희원, 예지원 등의 대한민국의 배우들이 출연하여 G5의 장점을 홍보하였으나, 첫번째 광고보다 많은 혹평을 받았다.

## 판매 실적
초반에는 주간 판매량 TOP 10에 이름을 올릴만큼 괜찮은 성과를 보였으나 출시 후 한 달도 안 되어 판매량이 저조해졌다. 이로 인해 LG전자 MC 사업부는 4364억원의 적자를 보았으며, LG전자 스마트폰 브랜드의 이미지를 실추시켰다. LG전자는 G5를 실패작으로 인정하고 후속작인 V20부터는 모듈형을 적용하지 않고 있다.

## 색상
- 실버
- 티탄
- 골드
- 핑크

## 같이 보기
- LG V10
- LG G5 SE
- LG V20

## 경쟁 기종
- 아이폰 6S
- 아이폰 6S 플러스
- 아이폰 7
- 삼성 갤럭시 S7
- 삼성 갤럭시 S7 엣지
- 팬택 Y7
- 소니 엑스페리아 X 퍼포먼스